# William Stanhope (2. hrabia Harrington)

Herb hrabiów Harrington

William Stanhope (ur. 18 grudnia 1719, zm. 1 kwietnia 1779) – brytyjski arystokrata, polityk i wojskowy, syn Williama Stanhope’a, 1. hrabiego Harrington i Anne Griffith, córkę pułkownika Edwarda Griffitha.
W 1741 r. wstąpił do Gwardii Pieszej. Brał udział w wojnie o sukcesję austriacką w armii księcia Cumberland. Brał udział w przegranej bitwie pod Fontenoy 11 maja 1745 r., gdzie został ranny. Za postawę na polu bitwy został 5 czerwca awansowany do rangi pułkownika 2. Regimentu Konnych Grenadierów Gwardii. Ten urząd sprawował do końca życia.
W wojnie brał udział już jako członek Izby Gmin. Zasiadał w niej od 1741 r., jako reprezentant okręgu Aylesbury. W 1747 r. został wybrany ponownie, tym razem z okręgu Bury St Edmunds. W niższej izbie Parlamentu zasiadał do 1754 r. W 1756 r., po śmierci ojca, odziedziczył tytuł hrabiego Harrington i zasiadł w Izbie Lordów.
W 1755 r. został awansowany do rangi generała-majora, w 1758 r. został generałem-porucznikiem zaś w 1770 r. - generałem.
11 sierpnia 1746 r. poślubił lady Caroline FitzRoy (8 kwietnia 1722 - 26 czerwca 1784), córkę Charlesa FitzRoya, 2. księcia Grafton i lady Henrietty Somerset, córki markiza Worcester. William i Caroline mieli razem dwóch synów i pięć córek:
- Caroline Stanhope (11 marca 1747 - 9 lutego 1767), żona Kennetha Mackenziego, 1. hrabiego Seaforth, miała dzieci
- Isabella Stanhope (ok. 1748 - 29 stycznia 1819), żona Charlesa Molyneux, 1. hrabiego Sefton, miała dzieci (min. Williama Molyneux, 2. hrabiego Sefton)
- Amelia Stanhope (24 maja 1749 - 5 września 1780), żona Richarda Barry'ego, 6. hrabiego Barrymore, miała dzieci (min. Richarda Barry'ego, 7. hrabiego Barrymore)
- Charles Stanhope (17 marca 1753 - 5 września 1829), 3. hrabia Harrington
- kapitan Henry FitzRoy Stanhope (ok. 1754 - 20 sierpnia 1828), poślubił Elisabeth Falconer, miał dzieci
- Henrietta Stanhope (ok. 1756 - 2 stycznia 1781), żona Thomasa Foleya, 2. baron Foley, miała dzieci, jej potomkiem jest pianista i kompozytor Adrian Foley, 8. baron Foley
- Anna Maria Stanhope (ok. 1760 - 18 października 1834), żona Thomasa Pelham-Clintona, 3. księcia Newcastle i generała Charlesa Crauforda, miała dzieci